# Vereniging Online Journalistiek Nederland
De Vereniging Online Journalistiek Nederland (VOJN) was een vereniging die van 2012 tot 2018 opkwam voor onafhankelijke journalistiek op internet.
De VOJN werd in 2012 opgericht door Arjan Dasselaar, Paul Vereijken, Stephan Okhuijsen, Rutger Betlem en Herwin Thole. Het eerste evenement van de vereniging vond plaats op 19 april 2012. De VOJN organiseerde in de eerste jaren van haar bestaan onder meer 'redactie-excursies' waarbij een groep journalisten op bezoek ging bij een andere redactie. Ook werden er cursusmiddagen en debatavonden georganiseerd. De vereniging werd op 5 november 2018 opgeheven door gebrek aan bestuursleden en commitment van de leden.

## VOJN Awards
De VOJN werd bekend door de in het leven geroepen journalistieke prijzen. Ze werden tussen 2014 en 2017 uitgereikt en waren verdeeld in vier en later zes categorieën. De prijzen werden onder meer uitgedeeld voor online onderzoeksjournalistiek, datajournalistiek, beste storytelling en beste podcasts. In totaal zouden twintig VOJN Awards worden uitgedeeld. De prijsuitreikingen werden gepresenteerd door onder anderen Guilly Koster en Diederik Smit. De prijzen werden mede mogelijk gemaakt door het Stimuleringsfonds voor de Journalistiek.
| Jaar | Categorie                         | Medium           | Journalist                                                | Titel                                                                             |
| ---- | --------------------------------- | ---------------- | --------------------------------------------------------- | --------------------------------------------------------------------------------- |
| 2014 | Onderzoeksjournalistiek           | Eelke van Ark    | Follow the Money                                          | De achterkamertjesdeal van zorgorganisatie Sensire                                |
|      | Datajournalistiek                 | De Correspondent | Dimitri Tokmetzis                                         | Hoe je onschuldige smartphone bijna je hele leven doorgeeft aan de geheime dienst |
|      | Opinie/Online Column              | Sargasso         | Gabriëlle Jurriaans                                       | Houd eens op over toptalenten                                                     |
|      | Beste gebruik van de nieuwe media | NRC.nl           | Lex Boon                                                  | Kunsthalroof                                                                      |
| 2015 | Live verslaggeving                |                  | Chris Klomp                                               | twitteraccount @realtwitcourt                                                     |
|      | Storytelling                      | de Volkskrant    | Submarine                                                 | project Refugee Republic                                                          |
|      | Onderzoeksjournalistiek           | OneWorld         | Sanne Terlingen                                           | Aanhangers regime spinnen nieuws Eritrea                                          |
|      | Datajournalistiek                 | De Correspondent | Dimitri Tokmetzis                                         | online porno-industrie                                                            |
| 2016 | Storytelling                      | NOS              |                                                           | Een maand in Molenbeek                                                            |
|      | Onderzoeksjournalistiek           | De Correspondent | Maurits Martijn, Cees Wiebes                              | Operatie Leunstoel                                                                |
|      | Datajournalistiek                 | de Volkskrant    | Mirjam Leunissen                                          | Het broeit wereldwijd. En in Nederland                                            |
|      | Interview                         | NOS op 3         | Arlene Gelderblom, Ivo Duijsings                          | Deze man bewijst moslims de laatste eer                                           |
|      | Podcast                           | Kostgangers      |                                                           | Een voor allen en een paar voor zichzelf                                          |
|      | Opinie                            | de Volkskrant    | Thomas Hogeling, Wendy van der Wauw, Hay Kranen           | Welke Trump past bij jou?                                                         |
| 2017 | Storytelling                      | NRC              | Hugo Logtenberg en Derk Stokmans                          | Hoe één draadje de halve Randstad platlegt                                        |
|      | Onderzoeksjournalistiek           | Follow the Money | Eric Smit, Kim van Keken                                  | De zaak Henry Keyzer                                                              |
|      | Datajournalistiek                 | de Volkskrant    | Tom Kreling, Ellen de Visser en Remy Koens                | Duiten voor dokters                                                               |
|      | Podcast                           |                  | Chris Bajema                                              | Man met de microfoon                                                              |
|      | Opinie                            | Vrij Nederland   | Mea Dols de Jong en Roxane van Iperen                     | Dit is de volgende financiële bubbel                                              |
|      | Vlog                              | NOS              | Vincent Rietbergen, Xander van der Wulp en Joost Vullings | Formatievlogs                                                                     |